# Antonio Marín Ocete
Antonio Marín Ocete (Jun, Granada, 20 de abril de 1900 - ibídem, 1972) fue un catedrático universitario español, rector magnífico de la Universidad de Granada durante casi quince años.

## Biografía
Realizó la carrera de Letras por la Universidad de Granada, licenciándose en 1920. Seguidamente, fue nombrado Profesor auxiliar de la Facultad de Filosofía y Letras y, en 1925, se concirtió en catedrático de Paleografía y Diplomática en dicha entidad.
Cinco años más tarde, en 1930, viajó a Cuba en calidad de representante granadino en el Congreso Internacional de Universidades, que ese año se celebró en La Habana. Un año después, Marín Ocete fue elegido vicerrector de la Universidad de Granada y, ya en 1933, fue nombrado rector magnífico de la mismo, puesto que ocuparía durante dos años y medio, siendo sucedido por Salvador Vila Hernández el 20 de abril de 1936.
En la Sesión de Claustro de 7 de abril de 1936, se aprobó la propuesta de moción de censura contra el rector, Antonio Marín Ocete, y la Junta de Gobierno debido al cierre de la universidad y a las medidas represivas que se tomaron por parte de las autoridades académicas en relación con los continuos conflictos estudiantiles. Cinco de los claustrales que votaron dicha propuesta serían luego fusilados, apareciendo, de hecho, sus nombres con una cruz en el Acta de dicha Sesión.
El rector depuesto fue sustituido por Salvador Vila quien, tras la denuncia interpuesta por Marín Ocete contra él y el resto de signatarios de la moción, fue detenido por falangistas y miembros de la Guardia Civil, que apoyaban a los militares golpistas, cuando se encontraba de vacaciones en Salamanca, y posteriormente fusilado sin juicio previo por los sublevados.
Tras la consolidación del golpe de Estado del 18 de julio y la represión posterior, Marín Ocete volvió al rectorado el 23 de octubre de 1936, al día siguiente de la detención y cese automático de Salvador Vila.
Entonces, dio comienzo a un largo mandato, que duró quince años, y en el que acometió la construcción del Colegio Mayor de Isabel la Católica y la nueva Facultad de Medicina, así como la remodelación del Real Colegio Mayor de San Bartolomé y Santiago y del Palacio de la Madraza. Durante esta etapa, compaginó la gestión de la universidad con sus labores de investigación y, además, fue nombrado académico correspondiente de la Real Academia de la Historia, así como de la Real Academia de Bellas Artes de Nuestra Señora de las Angustias de Granada. En 1948, Marín Ocete fue designado director (con el título de Director-Delegado del Estado) del Real Conservatorio de Música de Granada y, bajo su mandato, el centro se instalaría en su sede actual, sita en la calle San Jerónimo.
El 20 de octubre de 1951, cesó como rector, siendo nombrado decano de la Facultad de Letras; ese mismo año, fue condecorado con la Gran Cruz de la Orden de Alfonso X el Sabio. Mantuvo sus cargos como catedrático de la Universidad y director del Conservatorio hasta su jubilación en 1970, falleciendo en Jun en 1972. En la actualidad, existen dos colegios de educación primaria con su nombre —uno en Granada y otro en Alfacar—; asimismo, tiene dedicada una calle en la capital granadina.